# Consign to Oblivion
Consign to Oblivion je druhé album symfonicmetalové skupiny Epica. Bylo vydáno 21. dubna 2005. Na album hostuje zpěvák americké powermetalové skupiny Kamelot – Roy Khan v písni „Trois Vierges“. Tématem textů je mayská civilizace. Na albu se objevuje nový koncept „A New Age Dawns“, který dále pokračuje na albu Design Your Universe.
Album je více zaměřeno na instrumentaci, než ostatní alba Epicy a jsou zde více využité sbory, které dávají hudbě gotický nádech a dodávají na dramatičnosti. Markův growling se na tomto albu vyskytuje pouze ve třech písních: „Force of Shore“, „Mother of Light“ a „Consign to Oblivion“. Dále se growling objevuje ve dvou bonusových písních a to na předělávce od skupiny Death – „Crystal Mountain“ a „Quietus“.

## Seznam skladeb
1. Hunab K'u (A New Age Dawns, Prologue)
2. Dance of Fate
3. The Last Crusade (A New Age Dawns, Part I)
4. Solitary Ground
5. Blank Infinity
6. Force of the Shore
7. Quietus
8. Mother of Light (A New Age Dawns, Part II)
9. Trois Vierges (feat Roy Khan of Kamelot)
10. Another Me "In Lack'ech"
11. Consign to Oblivion (A New Age Dawns, Part III)

Bonusy
1. Linger
2. Palladium
3. Crystal Mountain (Death cover)

## Obsazení
- Simone Simons – mezzosopránový zpěv
- Mark Jansen – kytara, growling, screaming
- Ad Sluijter – kytara
- Coen Janssen – piano, klávesy
- Yves Huts – basová kytara
- Jeroen Simons – bicí

### Hosté
- Roy Khan – mužský vokál v Trois Vierges

- Orchestr
  - Benjamin Spillner – housle
  - Andreas Pfaff – housle
  - Tobias Rempe – housle
  - Gregor Dierk – housle
  - Swantje Tessman – viola
  - Patrick Sepec – viola
  - Astrid Müller – viola
  - Jörn Kellermann – violoncello

- Chorus
  - Melvin Edmonsen – bas
  - Previn Moore – tenor
  - Andre Matos – tenor
  - Annie Goebel – alt
  - Amanda Somerville – alt
  - Bridget Fogle – soprán
  - Linda van Summeren – soprán